# Fefê Torquato
Fernanda Melendres, mais conhecida como Fefê Torquato (Imbituba, 8 de agosto de 1983) é uma quadrinista e ilustradora brasileira. Começou a trabalhar com ilustração em 2010 e com quadrinhos em 2014, por essa época lançou a webcomic Gata Garota, cuja personagem principal é uma garota que é metade gato. A webcomics ganhou uma edição impressa pela editora Nemo em 2015.
Em 2016, Fefê Torquato lançou de forma independente o romance gráfico Estranhos, que conta a história dos moradores de dez apartamentos de um prédio a partir do ponto de vista de um narrador desconhecido que mora no prédio em frente e inventa possíveis histórias a partir do que ele observa, sem necessariamente elas corresponderem à verdade. Depois desta publicação, a artista ficou dois anos dedicando-se exclusivamente à ilustração e à aquarela, retornando aos quadrinhos em 2019 com o lançamento de Tina: Respeito, parte da coleção Graphic MSP, que traz os personagens clássicos de Mauricio de Sousa sob a ótica de outros artistas. O livro traz a personagem Tina, que se vê envolvida em uma situação de assédio em seu trabalho. Por este livro, Fefê Torquato foi indicada ao Prêmio Jabuti e ganhou o Troféu HQ Mix em 2020 nas categorias "Publicação juvenil" e "Roteirista nacional".